# Febbio
Febbio  ist ein Ortsteil von Villa Minozzo in der italienischen Provinz Reggio Emilia in der Emilia-Romagna etwa 40 Kilometer südsüdwestlich von Reggio nell’Emilia im Apennin. Zusammen mit Cervarezza Terme, Cerreto Laghi, Civago und Marola ist es einer der wichtigsten touristischen Orte im Apennin von Reggio Emilia.

## Lage
Febbio liegt am nordöstlichen Hang des Monte Cusna, im Herzen des Asta-Tals. Es ist 15 km von Villa Minozzo und 65 km von Reggio Emilia entfernt.

## Geschichte

### Mittelalter

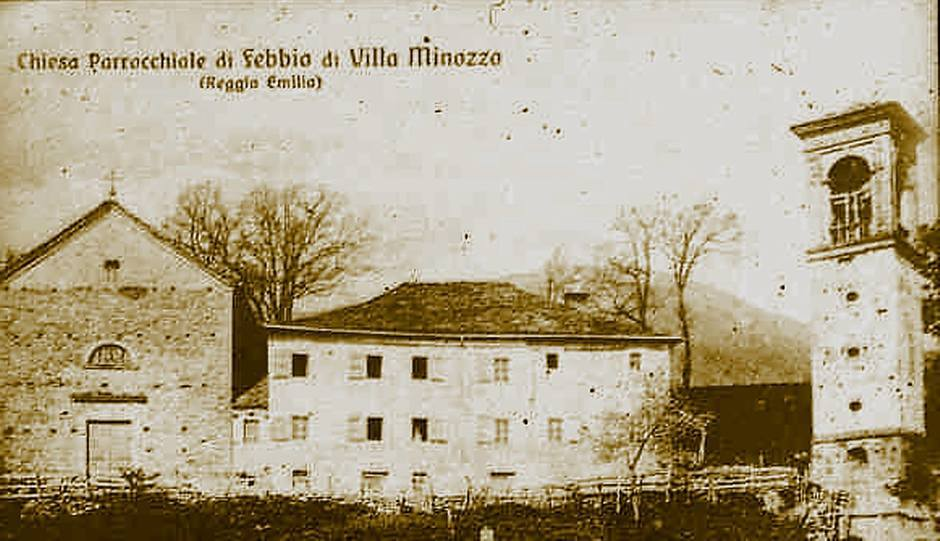
Pfarrkirche von Febbio di Villa Minozzo (Reggio Emilia)

Im Jahr 1240 schworen die Männer von Febbio und der umliegenden Dörfer der Gemeinde Reggio Emilia die Treue. Im Jahr 1796 schloss sich Febbio der Republik Reggio Emilia an und wurde daraufhin eine autonome Gemeinde. Mit der Restauration wurde sie wieder der Gemeinde Villa Minozzo angegliedert.

### Erster Weltkrieg

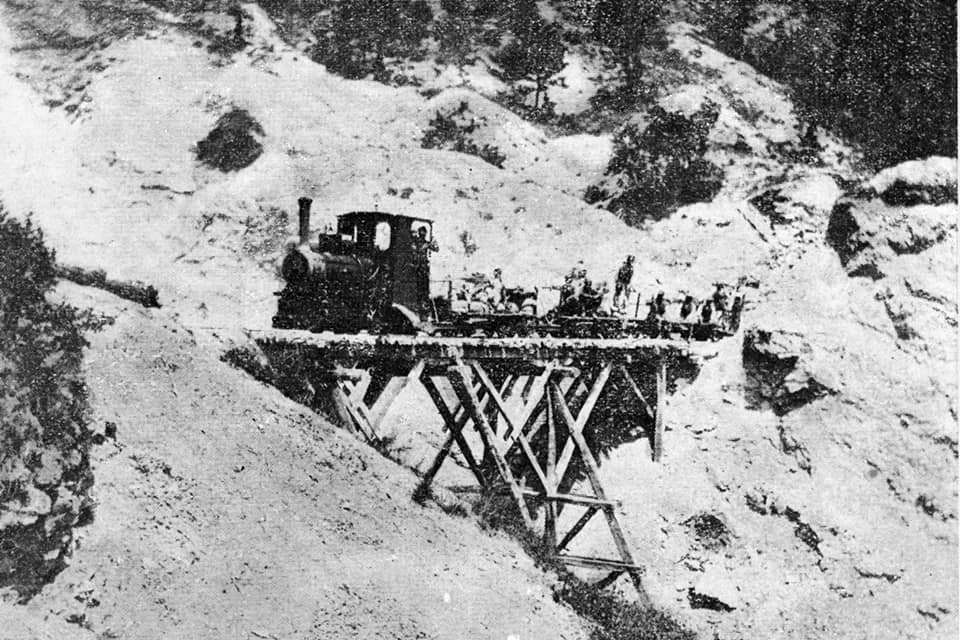
Waldbahn Quara–Febbio

Während des Ersten Weltkriegs war Febbio die Endstation der schmalspurigen Waldbahn Quara–Febbio mit der von etwa tausend österreich-ungarischen Kriegsgefangenen geschlagenes Brennholz aus den umliegenden Wäldern zu einer Standseilbahn und Flößerrinne bei Gova und bei der Königlichen Marine begehrte Langholz zum Straßentransport nach Quara gebracht wurde.

### Zwischenkriegszeit
Am 7. September 1920 wurden Febbio und das Asta-Tal von einem starken Erdbeben heimgesucht, das auch die Lunigiana und die Garfagnana erschütterte. Nach dem Erdbeben wurde das Dorf auch von zahlreichen Erdrutschen heimgesucht, die durch das Erdbeben verursacht wurden. Infolge dieser Erdrutsche sah ein königlicher Erlass aus dem Jahr 1923 die Verlegung des Dorfes an einen anderen Ort vor, eine Maßnahme, die 1929 wieder aufgehoben wurde, da das Phänomen der Erdrutsche in der Zwischenzeit aufgehört hatte.
Während des Zweiten Weltkriegs wurden die ersten Partisanenkerne des Apennins von Reggio Emilia in der Ortschaft Lama Golese (oder La Magolese, laut einigen Karten) organisiert. Die Partisanen fanden zunächst Unterschlupf in einigen Schafställen und im Gebäude der Stromleitungswächter des Kraftwerks Ligonchio.
Im 19. Jahrhundert wurden einige Seen im Gebiet von Rescadore trockengelegt, um die Gefahr von Erdrutschen zu verringern, und das Gebiet der ehemaligen Seen wurde als Parkplatz genutzt.

### Zweiter Weltkrieg
Während des Zweiten Weltkriegs organisierten sich die ersten Partisanen in den Apenninen von Reggio Emilia in Lama Golese (oder La Magolese, wie es auf einigen Karten heißt). Sie fanden zunächst Unterschlupf in einigen Schafställen und im Gebäude der Stromleitungswärter des Kraftwerks von Ligonchio.
Im 19. Jahrhundert wurden einige Seen im Gebiet von Rescadore trockengelegt, um die Gefahr von Erdrutschen zu verringern, und das Gebiet der ehemaligen Seen wurde als Parkplatz genutzt.

## Skigebiet
Bei Febbio gibt es ein Skigebiet, das insgesamt etwa 10 km Pisten unterschiedlichen Schwierigkeitsgrads umfasst. Im unteren Teil, der vom Dreisitzer-Sessellift bedient wird, gibt es sowohl rote als auch blaue Pisten. Im oberen Teil gibt es eine schwarze Piste (La 2000) und eine normalerweise nicht präparierte Piste (La Esse), die vom Sessellift 2000 bedient werden. 
Eine Besonderheit des Skigebiets sind die beträchtlichen Höhenunterschiede, denn bei einer einzigen Abfahrt kann man 900 Meter Höhenunterschied überwinden. Das Skigebiet ist auch für das Debüt des Olympiasiegers Giuliano Razzoli bekannt.
Die Lifte bestehen aus einem Laufband auf dem Schulgelände und zwei Sesselliften: ein Dreisessellift, der das Dorf Rescadore (1160 m) mit einer Höhe von 1500 m verbindet, und ein benachbarter Zweisessellift, der die Crinale-Hütte auf dem Kamm des Monte Cusna auf 2065 m erreicht.
Eine Besonderheit der Lifte im Vergleich zu anderen ähnlichen Anlagen ist, dass sie auch nachts genutzt werden können. Seit 2017 sind die Sessellifte nämlich mit einem Beleuchtungssystem ausgestattet, so dass sie auch nachts in Betrieb genommen werden können, was im Sommer regelmäßig der Fall ist. In der Sommersaison sind die Sessellifte für Wanderungen und Mountainbike-Touren in Betrieb.